# 胡世忠
胡世忠（1963年11月—），江苏武进人。男，汉族。中华人民共和国政治人物。1989年5月参加工作，1983年6月加入中国共产党。清华大学工业仪表及自动化专业大学本科毕业，中国科学技术大学自控理论及其应用专业研究生毕业，工学硕士。

## 生平
早年在清华大学工业仪表及自动化专业大学就读，并于1986年毕业，随即进入中国科学技术大学就读研究生，1989年毕业并获得硕士学位。
曾任江西省信息中心工程师(其间：1990年4月至1991年3月在南昌县地矿站锻炼)，江西省计划委员会综合处主任科员、副处长。2000年12月，任江西省发展计划委员会综合处处长。2003年12月，任江西省发展和改革委员会综合处处长。2004年6月，任江西省发展和改革委员会副主任、党组成员。2009年1月，任江西省人民政府副秘书长、办公厅党组成员。2011年9月，任中共吉安市委副书记，代市长（2011年9月底正式当选市长）、党组书记。2014年10月，任江西省工业和信息化委员会主任。2016年9月，任中共吉安市委书记。2019年1月，被补选为江西省人大常委会副主任。
2013年，当选第十二届全国人民代表大会江西地区代表。